# Worstelen op de Olympische Zomerspelen 1912

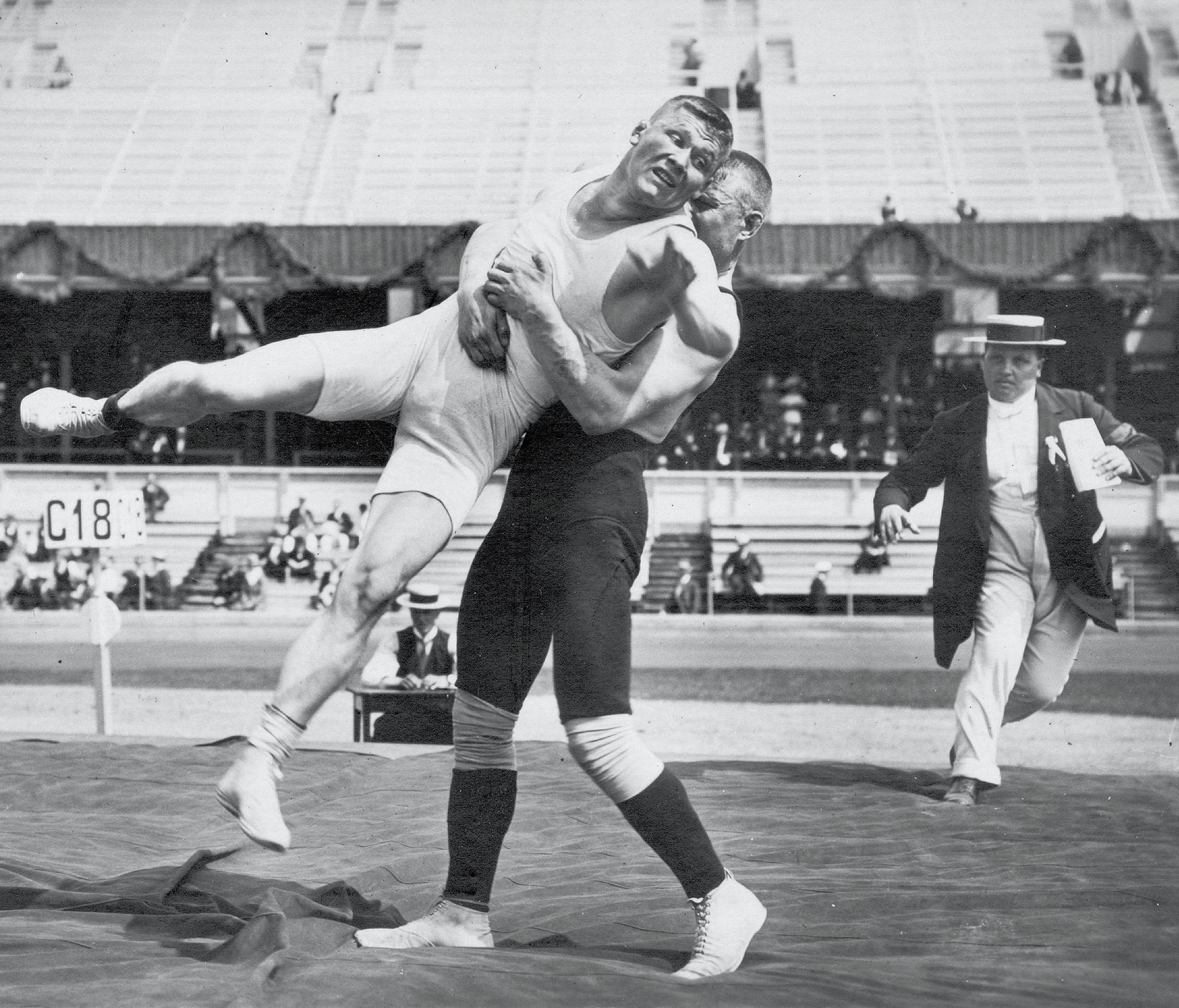
Martin Klein en Alfred Asikainen in het Grieks-Romeins worstelen op de Olympische Zomerspelen 1912

Worstelen is een van de sporten die beoefend werden tijdens de Olympische Zomerspelen 1912 in Stockholm.

## Heren

### Grieks-Romeins

#### vedergewicht (tot 60 kg)
| rang   | sporter            | land |
| ------ | ------------------ | ---- |
| Goud   | Kaarlo Koskelo     | FIN  |
| Zilver | Georg Gerstäcker   | GER  |
| Brons  | Otto Lasanen       | FIN  |
| 4      | Ilmari Lehmusvirta | FIN  |
| 5      | Erik Öberg         | SWE  |
| 6      | Kaarlo Leivonen    | FIN  |

#### lichtgewicht (tot 67.5 kg)
| rang   | sporter          | land |
| ------ | ---------------- | ---- |
| Goud   | Eemeli Väre      | FIN  |
| Zilver | Gustaf Malmström | SWE  |
| Brons  | Edvin Matiasson  | SWE  |
| 4      | Ödön Radvány     | HUN  |
| 5      | Johan Nilsson    | SWE  |
| 5      | Volmar Vikström  | FIN  |

#### middengewicht A (tot 75 kg)
| rang   | sporter          | land |
| ------ | ---------------- | ---- |
| Goud   | Claes Johansson  | SWE  |
| Zilver | Martin Klein     | RUS  |
| Brons  | Alfred Asikainen | FIN  |
| 4      | Karl Åberg       | FIN  |
| 4      | August Jokinen   | FIN  |
| 6      | Jan Sint         | NED  |

#### middengewicht B (tot 82.5 kg)
| rang   | sporter             | land |
| ------ | ------------------- | ---- |
| Zilver | Anders Ahlgren      | SWE  |
| Zilver | Ivar Böhling        | FIN  |
| Brons  | Béla Varga          | HUN  |
| 4      | August Rajala       | FIN  |
| 5      | Sigurjon Pjetursson | ISL  |
| 5      | Johannes Eriksen    | DEN  |
| 5      | Fritz Lange         | GER  |
| 5      | Knut Lindberg       | FIN  |

Na 9 uur wedstrijd was er nog beslissing gevallen, hierop besloot de jury beide atleten de zilveren medaille toe te kennen, de gouden medaille is niet uitgereikt.

#### zwaargewicht (boven 82.5 kg)
| rang   | sporter         | land |
| ------ | --------------- | ---- |
| Goud   | Yrjö Saarela    | FIN  |
| Zilver | Johan Olin      | FIN  |
| Brons  | Søren Jensen    | DEN  |
| 4      | Jakob Neser     | GER  |
| 5      | Emil Backenius  | FIN  |
| 5      | Kaarlo Wiljamaa | FIN  |

## Medaillespiegel
| rang   | land       | goud | zilver | brons | totaal |
| ------ | ---------- | ---- | ------ | ----- | ------ |
| 1      | Finland    | 3    | 2      | 2     | 7      |
| 2      | Zweden     | 1    | 2      | 1     | 4      |
| 3      | Duitsland  | 0    | 1      | 0     | 1      |
| 3      | Rusland    | 0    | 1      | 0     | 1      |
| 5      | Hongarije  | 0    | 0      | 1     | 1      |
| 5      | Denemarken | 0    | 0      | 1     | 1      |
| totaal | totaal     | 4    | 6      | 5     | 15     |